# NGC 7266
NGC 7266 (другие обозначения — PGC 68758, MCG -1-57-6, MK 910, IRAS22213-0419) — спиральная галактика (Sa) в созвездии Водолей.
Этот объект входит в число перечисленных в оригинальной редакции «Нового общего каталога».